# Sophie Bessis
Pour les articles homonymes, voir Bessis.
Sophie Bessis (arabe : صوفي بسيس), née en 1947 à Tunis, est une historienne et journaliste féministe franco-tunisienne.

## Biographie

### Famille
Sophie Bessis est issue d'une famille de la bourgeoisie juive tunisienne,. Elle est la fille de Juliette Bessis, historienne et ancienne membre du Parti communiste tunisien, et d'Aldo Bessis, responsable communiste et militant syndicaliste. Son grand-père, le bâtonnier Albert Bessis, a été ministre et député.

### Formation et carrière
Agrégée d'histoire et ancienne rédactrice en chef de l'hebdomadaire Jeune Afrique, elle est, en 2015, chercheuse associée à l'Institut de relations internationales et stratégiques de Paris et secrétaire générale adjointe de la Fédération internationale pour les droits humains (FIDH).
Elle a enseigné l'économie politique du développement au département de science politique de la Sorbonne et à l'Institut national des langues et civilisations orientales. Consultante pour l'Unesco et l'Unicef, elle a mené de nombreuses missions en Afrique.
Elle est l'auteure de plusieurs ouvrages dont une biographie de Habib Bourguiba avec la contribution de la journaliste Souhayr Belhassen.

### Décoration
- Commandeur de l'ordre de la République (Tunisie, 2016)[6]

## Publications
- L'Arme alimentaire, Paris, Éditions Maspero, 1979, 286 p. (ISBN 978-2-7071-1109-8).
- La Dernière Frontière : les tiers-mondes et la tentation de l'Occident, Paris, Éditions Jean-Claude Lattès, 1983, 298 p. (BNF 34725538).
- Habib Bourguiba (1901-1989), Paris, Jeune Afrique, 1988-1990, 449 p. ; rééd. Éditions Elyzad, Tunis, 2012[7].
- Femmes du Maghreb : l'enjeu, Paris, Éditions Jean-Claude Lattès, 1992, 278 p. (ISBN 978-2-7096-1121-3).
- Mille et une bouches : cuisines et identités culturelles, Paris, Autrement, 1995, 182 p. (ISBN 978-2-86260-528-9).
- L'Occident et les Autres : histoire d'une suprématie, Paris, La Découverte, 2003, 350 p. (ISBN 978-2-7071-4255-9).
- Les Arabes, les femmes, la liberté, Paris, Éditions Albin Michel, 2007, 180 p. (ISBN 978-2-226-18051-3).
- Dedans, dehors, Tunis, Éditions Elyzad, 2010, 144 p. (ISBN 978-9973-58-028-3).
- La Double Impasse : l'universel à l'épreuve des fondamentalismes religieux et marchand, Paris, La Découverte, coll. « Cahiers libres », 2014, 240 p. (ISBN 978-9973-58-028-3)[8] Prix littéraire Paris-Liège (2015)[9].
- Les Valeureuses : cinq Tunisiennes dans l'histoire, Tunis, Éditions Elyzad, 2017, 228 p. (ISBN 978-9973-58-090-0)[10].
- Histoire de la Tunisie : de Carthage à nos jours, Paris, Éditions Tallandier, 2019, 528 p. (ISBN 979-10-210-2141-9)[11].
- Je vous écris d'une autre rive : lettre à Hannah Arendt, Tunis, Éditions Elyzad, 2021, 96 p. (ISBN 978-2492270024)[12].
- La Civilisation judéo-chrétienne : anatomie d'une imposture, Paris, Les Liens qui libèrent, 2025, 124 p. (ISBN 979-1020922908)[13].